# Achatia distincta
Achatia distincta är en fjärilsart som beskrevs av Jacob Hübner 1813. Achatia distincta ingår i släktet Achatia och familjen nattflyn. Inga underarter finns listade i Catalogue of Life.

## Bildgalleri

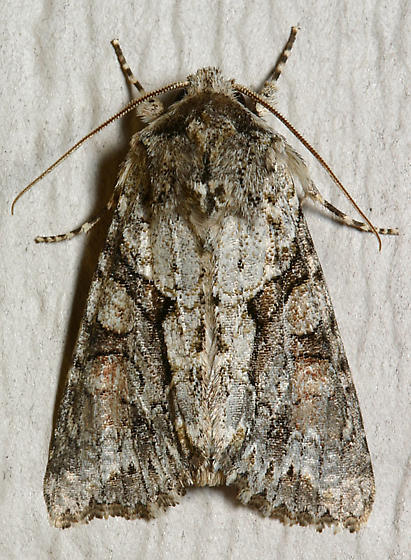